# Memorial de guerra de Céret

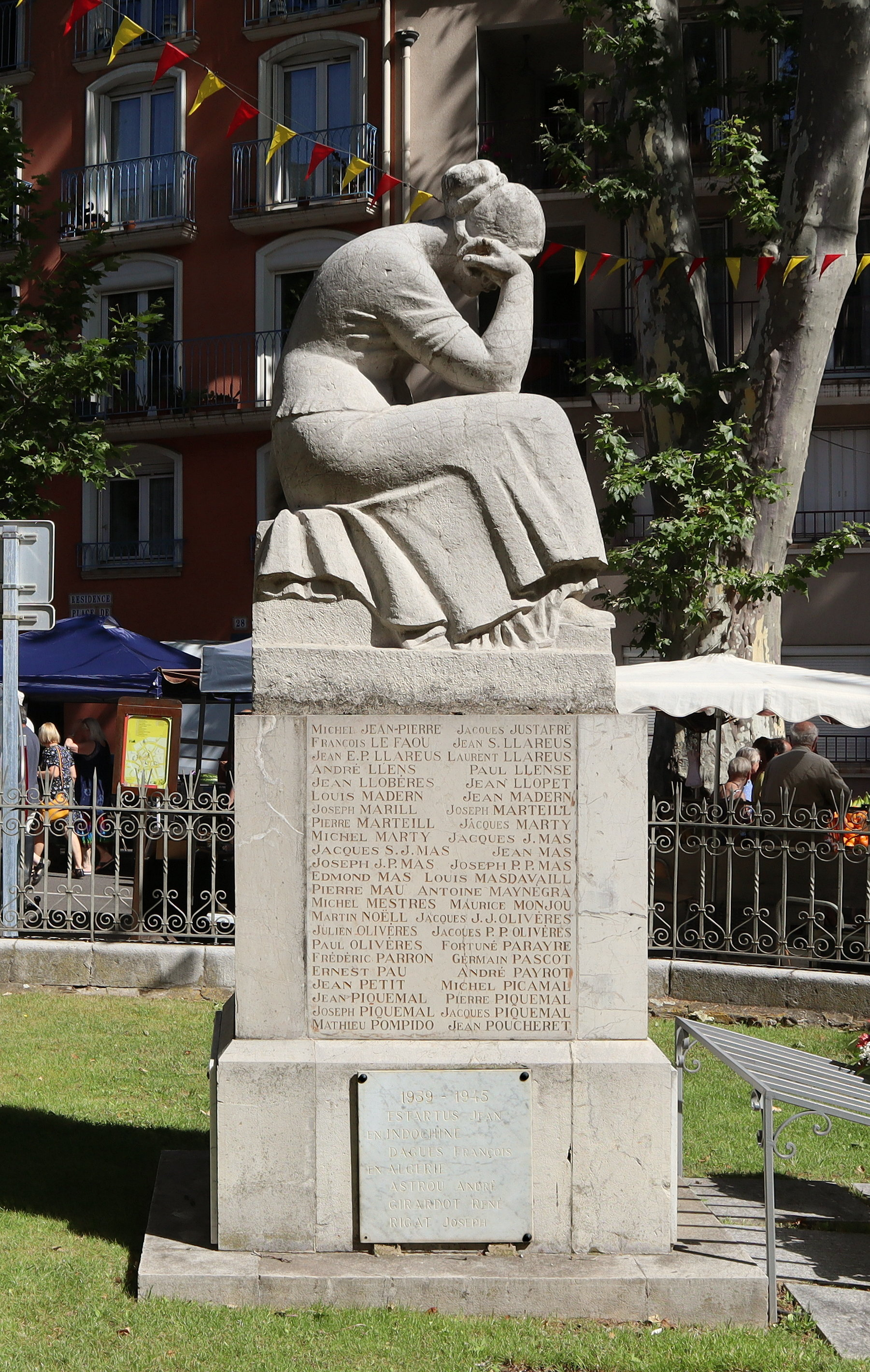

O memorial da guerra de Ceret é um memorial da Primeira Guerra Mundial na França, localizada em Céret (Pirenéus Orientais). A escultura do memorial foi feita de 1919 a 1920 por Aristide Maillol e o próprio memorial foi inaugurado em 1922. Foi declarado monumento nacional em 1994.